# All Roads Lead to Rome
All Roads Lead to Rome (bra: Todos os Caminhos Levam a Roma; prt: Amor em Roma) é um filme de estrada de comédia romântica estadunidense de 2015 dirigido por Ella Lemhagen e escrito por Josh Appignanesi e Cindy Myers. O filme é estrelado por Sarah Jessica Parker, Raoul Bova, Rosie Day, Paz Vega, e Claudia Cardinale. Shel Shapiro, que interpreta o interesse amoroso de Carmen de sua banda pop dos anos 60 no filme, era na verdade membro do grupo pop italiano The Rokes dos anos 60. Rocío Muñoz Morales, que ajuda Summer a realizar seu lado lésbico, é a companheira real de Raoul Bova, o protagonista do filme - o casal teve seu primeiro filho em dezembro de 2015, o mesmo mês em que o filme foi lançado.
Os anúncios de elenco foram feitos em outubro de 2014. As filmagens começaram em 20 de outubro de 2014, em Roma, Itália.
O filme teve lançamento limitado nos mercados internacionais, ganhando apenas US$524,368 em recibos de bilheteria.
A Momentum Pictures adquiriu os direitos para os Estados Unidos do filme em fevereiro de 2016, lançando diretamente em vídeo e vídeo sob demanda para o mercado estadunidense em março de 2016.

## Elenco
- Sarah Jessica Parker como Maggie Falk, e jornalista americana revisitando a Itália com sua filha rebelde
- Raoul Bova como Luca, antigo interesse amoroso de Maggie por uma visita décadas antes à Itália
- Claudia Cardinale como Carmen, mãe de Luca
- Rosie Day como Summer Falk, filha de Maggie
- Paz Vega como Giulia Carni, repórter de televisão e interesse amoroso de Luca
- Marco Bonini como Inspector Moravia
- Nadir Caselli como Valentina, filha de Luca
- Shel Shapiro como Marcellino, colega de banda do grupo pop de Carmen dos anos 60
- Rocio Muñoz como Ermenegilda, o recém-descoberto interesse amoroso lésbico de Summer